# (1884) Skip
(1884) Skip ist ein Asteroid des Hauptgürtels, der am 2. März 1943 von der französischen Astronomin Marguerite Laugier in Nizza entdeckt wurde.
Der Asteroid trägt den Spitznamen des US-amerikanischen Astronomen Gunter „Skip“ Schwartz.